# Internationale Wertpapierkennnummer
Die Internationale Wertpapierkennnummer (englisch International Securities Identification Number, abgekürzt ISIN) ist eine zwölfstellige Buchstaben-Zahlen-Kombination und stellt eine Identifikation hauptsächlich – aber nicht ausschließlich – für an der Börse gehandelte Wertpapiere dar. Der Aufbau der ISIN wird in der Norm ISO 6166 beschrieben.

## Hintergründe
Im Zuge der internationalen Harmonisierung der Finanzmärkte wurde im Januar 2000 die Entscheidung getroffen, auch in Deutschland den ISIN-Standard verbindlich einzuführen. Die bisher verwendete ebenfalls eindeutige nationale Wertpapierkennnummer (WKN) wird für bekannte Wertpapiere als National Securities Identifying Number (NSIN) weiterhin benutzt.
Gehandelte Wertpapiere, die mit einer ISIN versehen werden, können Aktien, Fonds, Anleihen, Optionen oder Futures sein. Nur fungible Wertpapiere bekommen eine ISIN. Nicht alle an der Börse gehandelten Produkte bekommen eine ISIN, z. B. werden für Warentermingeschäfte andere Produkt-Identifikationen verwendet. Außerdem wurde auch Börsenindizes wie z. B. dem DAX eine ISIN zugewiesen, obwohl diese selbst nicht handelbar sind.
Die ISIN identifiziert ein Wertpapier eindeutig, aber nicht den Handel mit einem Wertpapier. Zum Beispiel werden Aktien der Bayer AG (ISIN DE000BAY0017) an fünfzehn verschiedenen Börsenplätzen (elektronischer Handel und Parketthandel) in vier verschiedenen Währungen gehandelt. Durch Kombination von Marktidentifikationscode (MIC) gemäß ISO 10383 und ISIN wird diese Handelseindeutigkeit aber erreicht.
Die ISINs werden nach und nach weltweit eingeführt. Zurzeit haben sie viele Staaten als eine weitere Möglichkeit zur Identifikation von Wertpapieren etabliert. Nur wenige dieser Staaten haben sie bisher zur vorrangigen Identifikation erklärt. In Deutschland ist die Herausgebergemeinschaft Wertpapier-Mitteilungen, Keppler, Lehmann GmbH & Co. KG offiziell für die Vergabe der ISINs zuständig.
Die Prüfung des ISO-6166-Standards wird von der Association of National Numbering Agencies (ANNA) durchgeführt. Sie ist der Zusammenschluss aller nationalen Behörden für die Vergabe von Wertpapierkennnummern.
Für alle Wertpapiere, die in den USA und Kanada emittiert werden, vergibt das zu Standard & Poor’s gehörende CUSIP Service Bureau (CSB) eine ISIN. Das CSB verlangt Lizenzgebühren von jedem, der solch eine ISIN verwendet, da sie Urheberrechte an einem Teil der ISINs besitzt. Hierfür fallen typischerweise Gebühren von 10.000 US-Dollar pro Jahr für die Nutzung von 500 bis 2.500 ISINs an.

## Aufbau
| 1            | 2            | 3    | 4    | 5    | 6    | 7    | 8    | 9    | 10   | 11   | 12           |
| ------------ | ------------ | ---- | ---- | ---- | ---- | ---- | ---- | ---- | ---- | ---- | ------------ |
| Länder- code | Länder- code | NSIN | NSIN | NSIN | NSIN | NSIN | NSIN | NSIN | NSIN | NSIN | Prüf- ziffer |

Der Aufbau der ISIN ist gemäß ISO 6166 so festgelegt: zwei Buchstaben als Ländercode, die neunstellige alphanumerische NSIN (National Securities Identifying Number) und eine Prüfziffer. Der Ländercode ist der Alpha-2-Code der ISO 3166-1 des Landes, das die ISIN für ein Wertpapier herausgegeben hat. Dieses kann sich durchaus vom Heimatland des Wertpapieremittenten unterscheiden (Beispiel: Ein deutsches Unternehmen begibt in den USA eine Anleihe.) Eine Besonderheit stellt das länderunabhängige Kürzel „XS“ dar, welches für internationale Wertpapiere genutzt wird, die bei Clearstream oder Euroclear verwahrt werden. Mittlerweile gibt es auch „EU“-ISINs für Index-Wertpapiere (z. B. EU0009658145 für den EuroStoxx 50 Preisindex), für Währungen (z. B. EU0009652627 für EUR/JPY) oder für Anleihen der EU (z. B.: EU000A0T74M4).
Die ISIN wird von der jeweiligen nationalen Organisation herausgegeben (National numbering agency, NNA). Im deutschen Börsenhandel wurden Wertpapiere bisher über eine sechsstellige Wertpapierkennnummer (WKN) klassifiziert. Diese wurde am 22. April 2003 durch die ISIN ersetzt, was jedoch nicht bedeutet, dass die WKN damit abgeschafft wurde. Die WKN wird parallel zur ISIN immer noch von vielen Systemen zur Identifizierung der in Deutschland emittierten Wertpapiere verwendet.
- Deutsche ISINs beginnen mit dem Länderkürzel DE. Die folgende NSIN setzt sich aus neun Ziffern oder Buchstaben zusammen. Dabei wurden bei der Einführung der ISIN-Codes aus allen (bis dahin nur numerisch existierenden) WKNs automatisch eine ISIN mit drei Nullen gefolgt von der bisherigen WKN generiert. Mit der abschließenden Prüfziffer ergibt sich z. B. für die Bayer AG (WKN: BAY001) die ISIN DE000BAY0017. Auch die seit 2003 in alphanumerischer Form bestehenden WKNs sind aus heutigen ISIN-Codes herleitbar.
- In Österreich beginnen die ISINs mit dem Länderkürzel AT, gefolgt von der Basisnummer und der Prüfziffer. Die Basisnummer ist 9-stellig. Diese kann sowohl Buchstaben als auch Ziffern enthalten. Sollte die Basisnummer weniger als neun Stellen ausweisen, wird eine entsprechende Anzahl von Nullen vorangestellt.[4]
- Schweizerische ISINs beginnen mit CH gefolgt von einer Valorennummer und abschließend der Prüfziffer.
- ISINs für US-amerikanische und kanadische Aktien (d. h. US und CA, sowie für die Länder mit dem ISO 3166-Code PA/AN/BM/KY/VG/AG/PR/PH/MH/BS/BZ/AR/AI/BB) beginnen mit dem Ländercode (z. B. US), gefolgt von der 9-stelligen CUSIP und abschließend der Prüfziffer.
- Französische ISIN enthalten nach dem Ländercode FR die SICOVAM-Nummer und abschließend die ISIN-Prüfziffer.
- Dänische ISIN enthalten nach dem Code DK zwei Nullen, danach den 7-stelligen dänischen Fondskode und zuletzt die ISIN-Prüfziffer. Die letzte Stelle des Fondskode (also die vorletzte Stelle der ISIN) ist ebenfalls eine Prüfziffer, die so gebildet wird, dass bei Multiplikation der einzelnen Stellen des Fondskode von rechts nach links mit 1, 2, 3, 4, 5, 6, 7 die Summe der Produkte glatt durch elf teilbar ist, also Summe MOD 11 den Wert Null ergibt.
- Die ISIN für ein englisches oder irisches Wertpapier besteht aus dem Land (ISIN beginnt mit GB oder IE, sowie die ISO 3166-Codes JE/GG/IM), gefolgt von der SEDOL-Nummer (die eine eigene Prüfziffer enthält; linksseitig mit Nullen aufgefüllt) und der ISIN-Prüfsumme.
- Japanische ISINs bestehen aus dem Länderkürzel JP, gefolgt von einem Attribute-Code (eine Stelle, z. B. 3 = Gesellschaften, z. B. Firmen), einem fünfstelligen Name Code, einem dreistelligen Securities Type Code (z. B. 000 = common stock = Stammaktien) und der abschließenden Prüfziffer.[5]
- Eine belgische NSIN ist korrekt, wenn die ersten sieben Stellen (= die ersten sieben Ziffern der ISIN nach „BE“) minus den Stellen 8 und 9 glatt durch 97 teilbar sind. Beispiel: Die ISIN BE0003796134 gehört zur Aktie von Dexia. Die NSIN ist korrekt, da (0003796 −13) MOD 97 = Null ergibt. Die hinterste Stelle der ISIN (hier „4“) ist wie immer die separate Prüfziffer der ISIN selbst.
- ISIN, die mit dem Code „XS“ beginnen, beziehen sich meistens auf Anleihen, die bei Clearstream oder Euroclear verwahrt werden. Hinter dem Code XS folgt der neunstellige common code und danach die Prüfziffer der ISIN. Dasselbe gilt für luxemburgische ISIN, die mit LU beginnen (insbesondere Fonds). Der common code enthält ebenfalls eine Prüfziffer, die gebildet wird, indem die ersten acht Stellen von links nach rechts der Reihe nach mit 3, 2, 7, 6, 5, 4, 3, 2 multipliziert und die Produkte dann addiert werden. Die Prüfziffer (neunte Stelle des common code) ergibt sich als 11 minus Elferrest der Summe (also 11 − (Summe MOD 11)). Falls das Ergebnis 10 ist, ist die Prüfziffer Null. Dieser Algorithmus gilt für die große Mehrheit aller common codes, nämlich für alle, die nicht mit „000“ beginnen (also nicht für XS000… oder LU000…; in diesem Fall enthält die neunte Stelle des common code keine Prüfziffer).

Deutsche ISIN sind nicht die einzigen, bei denen die deutsche WKN enthalten ist. Dies trifft vielmehr auf alle ISIN zu, die von den deutschen Wertpapier-Mitteilungen (WM, siehe oben) vergeben werden. Bei ISIN, die mit folgendem Ländercode (nach ISO 3166) beginnen, findet sich in aller Regel nach den drei Nullen die deutsche WKN und anschließend die Prüfziffer der ISIN: DE/GI/SA/EU/PG/LR/AE/KZ/RU/XF/XC/CN/QA/NA/UA/MK/BH/OM/NP/CI/NG/IQ/BT/KG/SO/UZ/TM/FO/TZ/SD/SY/SS/MR/TG.
| ISIN ohne Prüfziffer             | ISIN ohne Prüfziffer             | Faktor                           | Produkt                          | Ziffern für Quersumme |
| -------------------------------- | -------------------------------- | -------------------------------- | -------------------------------- | --------------------- |
| D                                | 1                                | 1                                | 1                                | 1                     |
| D                                | 3                                | 2                                | 6                                | 6                     |
| E                                | 1                                | 1                                | 1                                | 1                     |
| E                                | 4                                | 2                                | 8                                | 8                     |
| 0                                | 0                                | 1                                | 0                                | 0                     |
| 0                                | 0                                | 2                                | 0                                | 0                     |
| 0                                | 0                                | 1                                | 0                                | 0                     |
| B                                | 1                                | 2                                | 2                                | 2                     |
| B                                | 1                                | 1                                | 1                                | 1                     |
| A                                | 1                                | 2                                | 2                                | 2                     |
| A                                | 0                                | 1                                | 0                                | 0                     |
| Y                                | 3                                | 2                                | 6                                | 6                     |
| Y                                | 4                                | 1                                | 4                                | 4                     |
| 0                                | 0                                | 2                                | 0                                | 0                     |
| 0                                | 0                                | 1                                | 0                                | 0                     |
| 1                                | 1                                | 2                                | 2                                | 2                     |
| Quersumme:                       | Quersumme:                       | Quersumme:                       | Quersumme:                       | 33                    |
| (10 − (Quersumme mod 10)) mod 10 | (10 − (Quersumme mod 10)) mod 10 | (10 − (Quersumme mod 10)) mod 10 | (10 − (Quersumme mod 10)) mod 10 | 7                     |

Die Prüfziffer wird mittels der sogenannten Double-Add-Double-Methode (Luhn-Algorithmus) berechnet, wobei alle Buchstaben durch Zahlen ersetzt werden: Dafür wird die Position des Buchstabens im Alphabet um neun erhöht, z. B. A = 10, B = 11, …, Z = 35.

### Beispiele
- Bayer AG: ISIN DE000BAY0017, WKN BAY001
- Treasury Corporation of Victoria, 5 3/4%, 2005–2016: ISIN AU0000XVGZA3

### Interne und sonstige ISINs
Interimistische, gleichwohl offizielle ISIN-Codes beginnen mit XA, XB, XC und XD und stammen von „Ersatz-Herausgebern“ (das sind XC = Wertpapier-Mitteilungen, XA = CUSIP/Standard & Poor’s, XD = SIX Financial Information und XB = Euroclear France). Solche ISIN werden beispielsweise für ausländische Wertpapiere und Instrumente vergeben, wenn kein zuständiger nationaler Herausgeber vorhanden ist oder dieser keine ISIN vergeben hat.
Für Papiere, die nicht börsennotiert sind, können Banken zum Zwecke der Abbildung in deren IT-Systemen interne ISINs definieren. Diese beginnen mit dem Pseudo-Länderschlüssel „XF“ und dürfen nicht im Interbanken-Verkehr (incl. Clearer, Börsen etc.) verwendet werden. Die zugehörige WKN beginnt mit einer Null, so dass nach dem ISIN-Kürzel „XF“ vier Nullen folgen. Da sie ausschließlich intern genutzt werden, sind sie nicht eindeutig, d. h. unterschiedliche Banken können die gleiche XF-ISIN für unterschiedliche Wertpapiere verwenden. Beispielsweise war die ISIN XF0000C14922 für Nachbesserungsansprüche auf Contitech-Aktien bis Juli 2012 vergeben.
Seit 30. Juni 2003 vergibt Euroclear France interimistische Dummy-ISIN nach ISO 6170, die mit „QS“ beginnen.
In der Schweiz werden für Wertpapiere, die eine Valorennummer, aber keine reguläre ISIN besitzen, ISIN-Codes vergeben, die mit QT beginnen. Dahinter folgt die Schweizerische Valorennummer und anschließend die ISIN-Prüfziffer.
Gelöschte WKN, die noch keine ISIN haben, erhalten eine ISIN mit dem Präfix „QW“.